# زنان در ادبیات فارسی
جایگاه زنان در ادبیات فارسی از دو سو قابل بررسی است: اول این که نویسندگان و شعرای فارسی چگونه درباره زنان نوشته و از آن‌ها یاد کرده‌اند، و دوم نگاهی به زنان هنرمندی که در طول تاریخ آثاری در ادبیات فارسی به وجود آورده اند.
ادبیات فارسی منبع پرباری برای پژوهش در مورد نقش زن در طول تاریخ به‌دست میدهد. بیشتر اشعار فارسی از زن با دید معشوق، به ویژه معشوقی دست نیافتنی یاد کرده‌اند. اما پرداختن به نقش های دیگر زن چون مادر، همسر، مربی خانواده، مظهر پارسایی و پرهیزگاری، مظهر خردمندی و سیاستمداری و میهن‌پرستی نیز در  ادبیات فارسی دیده میشود.
این نوشتار در آغاز به جایگاه زنان در ادبیات فارسی (کهن و معاصر) می‌پردازد و سپس نگاهی به شعرا و نویسندگان زن فارسی زبان می‌اندازد.

## ادبیات کهن

### شاهنامه فردوسی
در شاهنامه همواره زنانی باخرد، بااراده، آزاد و وفادار نظیر گردآفرید، سیندخت، رودابه و تهمینه به چشم می‌خورند که گاهی در جنگاوری نیز مهارت دارند.
در‌باره مقام زن در نقش مادر میتوان از فرانک، زن آبتین و مادر فریدون نام برد که پس از کشته‌شدن شوهرش به‌دست ضحاک ماردوش، از بیم وی فرزند را بر‌می‌گیرد و به مرغزاری می‌برد تا صدمه نبیند و زنده بماند.
اهمیت زن به شکل همسری دلسوز و تدبیر و کاردانی او در مراحل دشوار زندگی خانواده در داستان سیمیندخت نمایان است. سیمیندخت  یا سیندخت، زن مهراب‌شاه والی کابل و مادر رودابه و جد مادری رستم دستان، آنجا که خشم شوهر را درک می‌کند و درد او را درد خود می‌داند و سپس به انواع زبان و با تیزهوشی مشکل خانوادگی را حل میکند:
گزند تو پیدا گزند من است
دل دردمند تو بند من است.
گرچه بعدها در پاره ای از ادبیات فارسی زن به‌عنوان نماد بی‌وفایی یا بی‌خردی دیده میشود و یا از زنان به‌عنوان اشخاصی بی‌خبر و بی‌اراده نسبت به تحولات سیاسی و اجتماعی یاد می‌شود اما در شاهنامه چنین نبوده‌است.

### هزارویک شب
قصه‌های عاشقانه و عامیانه چون هزار و یک شب نمونهٔ بارزی از توجه به نقش زن را نشان میدهند. بعضی حکایت‌های هزار‌و‌یک شب، برخلاف شاهنامه، بازگوی احساس نفرت و بیزاری از زنان می‌باشد.

## ادبیات معاصر

### مجلات زنان
شاید اولین مجله‌ای که توسط زنان و برای زنان انتشار یافت، عالم نسوان بود. نخستین شمارهٔ آن در سال ۱۳۰۰ و آخرین شمارۀ آن در سال ۱۳۱۲ (۱۹۳۳ میلادی) منتشر شد. این نشریۀ توسط انجمن فارغ‌التحصیلان مدرسه دخترانه آمریکایی تهران چاپ می‌شد. نوابه خانم صفوی انتشار آن را شروع کرد که به‌مدت دوازده سال و سه ماه ادامه یافت. پس از آن تعدادی دیگر از مجلات زنانه انتشار یافت، از جمله نامهٔ بانوان ایران بین سال های ۱۳۱۷ تا ۱۳۱۹(۱۹۳۸ــ۱۹۴۰ میلادی) و مجلهٔ جمعیت نسوان وطن‌خواه ایران (۱۹۲۳ ــ ۱۹۲۶ میلادی) قابل ذکرند. این جمعیت در سال ۱۳۰۱ (۱۹۲۲ میلادی) توسط محترم اسکندری، یکی از نخستین زنان آزادی‌خواه تأسیس شد.
سیمین دانشور، راضیه تجار و فرشته مولوی
در آثار داستانی راضیه تجار بیشتر زنانی دیده می‌شوند که تسلیم شرایط، وابسته به مردان، خانه‌دار و ناامید و ناراحت هستند ولی در سوی مقابل، آثار داستانی سیمین دانشور زنان استقلال نسبی دارند و شاهد حضور زنان در بیرون از خانه می‌باشیم.
با این حال، شباهت‌هایی هم بین داستان‌های این دو نویسنده و برخی دیگر از نویسندگان وجود دارد؛ آن شباهت این است که زن در آثار آنها موجودی تنها، مضطرب و سرگردان است. این سرگردانی را تقریباً در تمام آثار می‌توان مشاهده کرد. زن در این آثار موجودی است که از طرف جامعه و مردان مورد ظلم قرار گرفته‌است. آنها در اغلب آثار توسط مردان همانند کالای جنسی مورد بهره‌برداری قرار گرفته‌اند و دیدی جنسی نسبت به آنها احساس می‌شود. زنان اغلب تحت کنتـرل و تسلط جامعه مردان و فرهنگ و آداب و رسوم و سنت‌ها قرار دارند و کمتر از خود اختیار و اراده‌ای می‌توانند نشان دهند.
زنان در آثار تجار جایگاه سنتی دارند؛ در رنج و ناراحتی هستند و حالتی از نارضایتی مداوم را نشان می‌دهند. آنان در سکون و وابستگی هستند و در قابل مردان کاملاً تسلیم اند و از خود قدرت، اراده و اختیاری ندارند. این در حالی است که برخی از زنان در آثار دانشور از خود اراده و استقلال نشان می‌دهند، دارای قدرت و فعالیت اجتماعی بوده و نقش‌هایی غیر از خانه‌داری به عهده می‌گیرند و برای تغییر و بهبود شرایط خود و جامعه تلاش می‌کنند.

## شعرا و نویسندگان زن فارسی زبان
ادبیات کهن ایران بیشتر توسط مردان نوشته شده و به‌ندرت نامی از هنرمندان زن به‌چشم می‌خورد. یکی از دلائل این کمبود، میتواند محدودیت‌های شرعی و عرفی بر حضور زن در جوامع باشد. «رضا براهنی» نویسنده، شاعر و منتقد ادبی، سراسر تاریخ ادبیات ایران را تحت تاثیر نگاه مردانه می داند. وی در كتابی با عنوان «تاریخ مذكر» مردسالاری و كم‌‌توجهی به حضور زنان در تاریخ ادبیات را مورد نقد و بررسی قرار داده است.
در مقابل، نقش زنان در خلق آثار ادبی معاصر چشم‌گیر است.